# Hen to Pan
 (février 2024).
Hen to Pan est un album de compositions de John Zorn qui comprend 3 œuvres de son catalogue de musique de concert : Ouroboros (2014), pièce pour deux violoncelles, déclinée en trois versions, dont deux avec accompagnement de batterie improvisé ; Occam's Razor (2013) (sous-titrée Canons, interludes and fantasies for cello and piano), pour violoncelle et piano ; The Aristos (2014) (sous-titrée Ten metaphysical ambiguities for violin, cello and piano) pour violon, violoncelle et piano.

## Titres
| No | Titre         | Durée |
| -- | ------------- | ----- |
| 1. | Ouroboros     | 9:03  |
| 2. | Occam's Razor | 9:27  |
| 3. | Ouroboros     | 9:03  |
| 4. | The Aristos   | 13:02 |
| 5. | Ouroboros     | 9:01  |

## Personnel
- Jay Campbell - violoncelle
- Steve Gosling - piano
- Michael Nicolas - violoncelle
- Chris Otto - violon
- Tyshawn Sorey - batterie